# Jo Ellen Pellman
Jo Ellen Pellman (* 29. Oktober 1996) ist eine US-amerikanische Schauspielerin. Bekanntheit erlangte sie vor allem durch ihre Mitwirkung in dem Netflix-Musicalfilm The Prom (2020).

## Leben
Jo Ellen Pellman wuchs in Cincinnati, Ohio, auf. Ihre Mutter ist lesbisch, während sich die Schauspielerin selbst als „queer“ bezeichnet. 2014 schloss sie die künstlerisch orientierte Walnut Hills High School in ihrer Heimatstadt ab. Danach begann Pellman ein Studium an der University of Michigan, die sie 2018 mit einem Bachelor of Fine Arts in der Fachrichtung Musical-Theater verließ. Parallel besuchte sie dort auch Vorlesungen im kreativen Schreiben („Academic minor“) und nahm im Sommer 2017 am „Michigan’s South Asia Fellows“-Programm teil, das sie nach Mumbai (Indien) führte. Dort veranstaltete sie für die Non-Profit-Organisation Khula Aasman Theater-Workshops, an denen u. a. auch weibliche Missbrauchsopfer und Opfer von Menschenhandel teilnahmen. Eigenen Angaben zufolge trat Pellman auch in Shakespeare-Stücken an der London Academy of Music and Dramatic Art (LAMDA) in Erscheinung.
Bis zum Ausbruch der COVID-19-Pandemie lebte Pellman in New York. Im März 2020 zog sie zu ihrer Mutter nach Mounty Airy, Cincinnati.

## Schauspielkarriere
Noch als Heranwachsende in Cincinnati nahm Pellman Schauspielunterricht am Casa: High School Acting Studio und trat in Theaterproduktionen ihrer High School auf. Während ihres Studiums an der University of Michigan erschien sie u. a. in den Hochschulproduktionen der Musicals The Drowsy Chaperone und Me and My Girl sowie in dem Shakespeare-Drama Der Sturm. Ihr Debüt im US-amerikanischen Fernsehen gab Pellman 2019 mit einem Gastauftritt in der Serie Alternatino with Arturo Castro, dem im selben Jahr weitere einzelne Gastauftritte in preisgekrönten Serien wie The Deuce oder The Marvelous Mrs. Maisel folgten.
Größere Bekanntheit brachte Pellman 2019 die Verpflichtung für Ryan Murphys The Prom ein, der im Dezember 2020 auf dem Streamingdienst Netflix veröffentlicht wurde. In der Verfilmung des gleichnamigen Musicals wurde sie an der Seite von so bekannten Schauspielern wie Meryl Streep, James Corden und Nicole Kidman in der Rolle einer lesbischen Teenagerin besetzt, die im konservativen Indiana für Aufsehen sorgt, weil sie mit ihrer Freundin (dargestellt von Ariana DeBose) den Schulabschluss besuchen möchte. Für ihr Filmdebüt als optimistische Emma Nolan erhielt Pellman Lob seitens der Fachkritik zugesprochen, die ihre Leistung u. a. als „schön“ bewerteten und sie mit einer jungen Elisabeth Moss verglichen. Bei den erstmals 2020 vergebenen Sunset Film Circle Awards erhielt sie eine Nominierung in der Kategorie „Best Breakthrough“, hatte aber gegenüber Orion Lee (First Cow) das Nachsehen.

## Filmografie
- 2019: Alternatino with Arturo Castro (Fernsehserie, Folge 1x05)
- 2019: The University (Fernsehserie, Folge 1x03)
- 2019: The Deuce (Fernsehserie, Folge 3x06)
- 2019: The Marvelous Mrs. Maisel (Fernsehserie, Folge 3x05)
- 2020: The Prom
- 2022–2025: 1923 (Fernsehserie, 4 Folgen)
- 2023: Tripped Up